# Ramaculus mahoe
Ramaculus mahoe är en spindeldjursart som beskrevs av David C.M. Manson 1984. Ramaculus mahoe ingår i släktet Ramaculus och familjen Eriophyidae. Inga underarter finns listade i Catalogue of Life.